# Kiwi

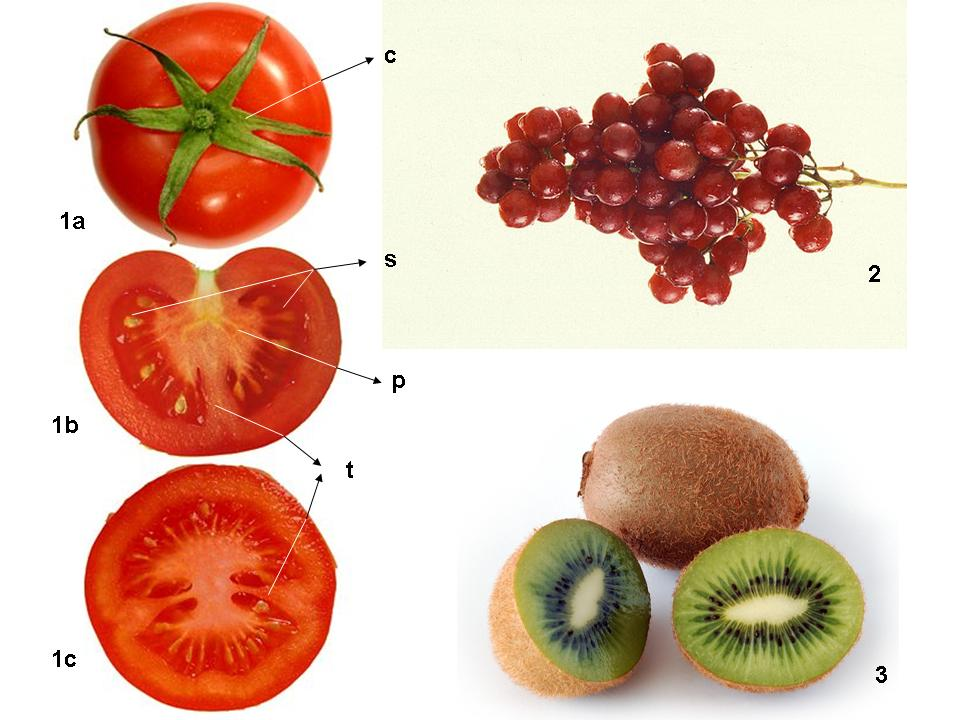
Ejemplos de bayas.

El kiwi, kivi o quivi es la baya de la enredadera Actinidia deliciosa. Es originaria de una gran área de China, sobre todo de los bosques del valle del río Yangtsé.  Las primeras variedades descubiertas y cultivadas en China se describieron en un catálogo de viveros de 1904 como "... frutos comestibles del tamaño de nueces y el sabor de grosellas maduras", lo que llevó al nombre de "grosella espinosa china". Introducida en Nueva Zelanda en 1904, fue cultivada desde entonces en muchas regiones templadas por su fruto comestible. Es una de las frutas con mayor concentración de vitamina C.
En 1959, se le empieza a denominar «kiwi» (kiwifruit en inglés) en Nueva Zelanda, nombre que es adoptado comercialmente en 1974. El nombre proviene del ave del mismo nombre, símbolo nacional de Nueva Zelanda y apodo con el que se denomina a sus habitantes en inglés. Anteriormente, la fruta había sido conocida como la grosella china ("Chinese gooseberry") por su sabor y color. Sus nombres originales en chino mandarín son yángtáo (melocotón de fresa o carambola), míhóutáo (melocotón del mono), qíyìguǒ y chángchǔ.
En los Estados Unidos y Canadá, el nombre abreviado kiwi se usa comúnmente para referirse a la fruta.
Kiwi se ha convertido en el nombre común para todos los kiwis verdes cultivados comercialmente del género Actinidia.

## Descripción
Es una baya oval de unos 6 cm de largo, con piel delgada de color verde parduzco y densamente cubierta de unos pelillos rígidos y cortos de color marrón. La pulpa, firme hasta que madura completamente, es de color verde brillante jugosa y con diminutas semillas negras dispuestas en torno a un corazón blanquecino. Tiene un sabor de subácido a bastante ácido, similar al de la grosella o la fresa. Suele ser un alérgeno frecuente, sobre todo su piel.

## Conservación
Para la conservación de los frutos en estado fresco, se requiere someterlos a una temperatura de 0 °C, con humedad relativa de 90-95 %, suplementadas con atmósferas controladas u otras tecnologías. El 1-metilciclopropeno favorece la conservación de la firmeza del fruto, ya sea que el tratamiento se realice antes de la introducción en cámara fría, ya sea que se efectúe durante el período de conservación. Esto se debe a que el kiwi es muy sensible a la presencia del etileno, y el 1-metilciclopropeno inhibe la percepción del etileno por parte de fruto.
En cámara fría, la vida de estos frutos puede extenderse entre tres y cinco meses, dependiendo de las variedades cultivadas. En caso de utilización de las atmósferas controladas, se recomiendan niveles de oxígeno de 1-2 % y niveles de CO2 de 3-5 %.

## Propiedades nutricionales

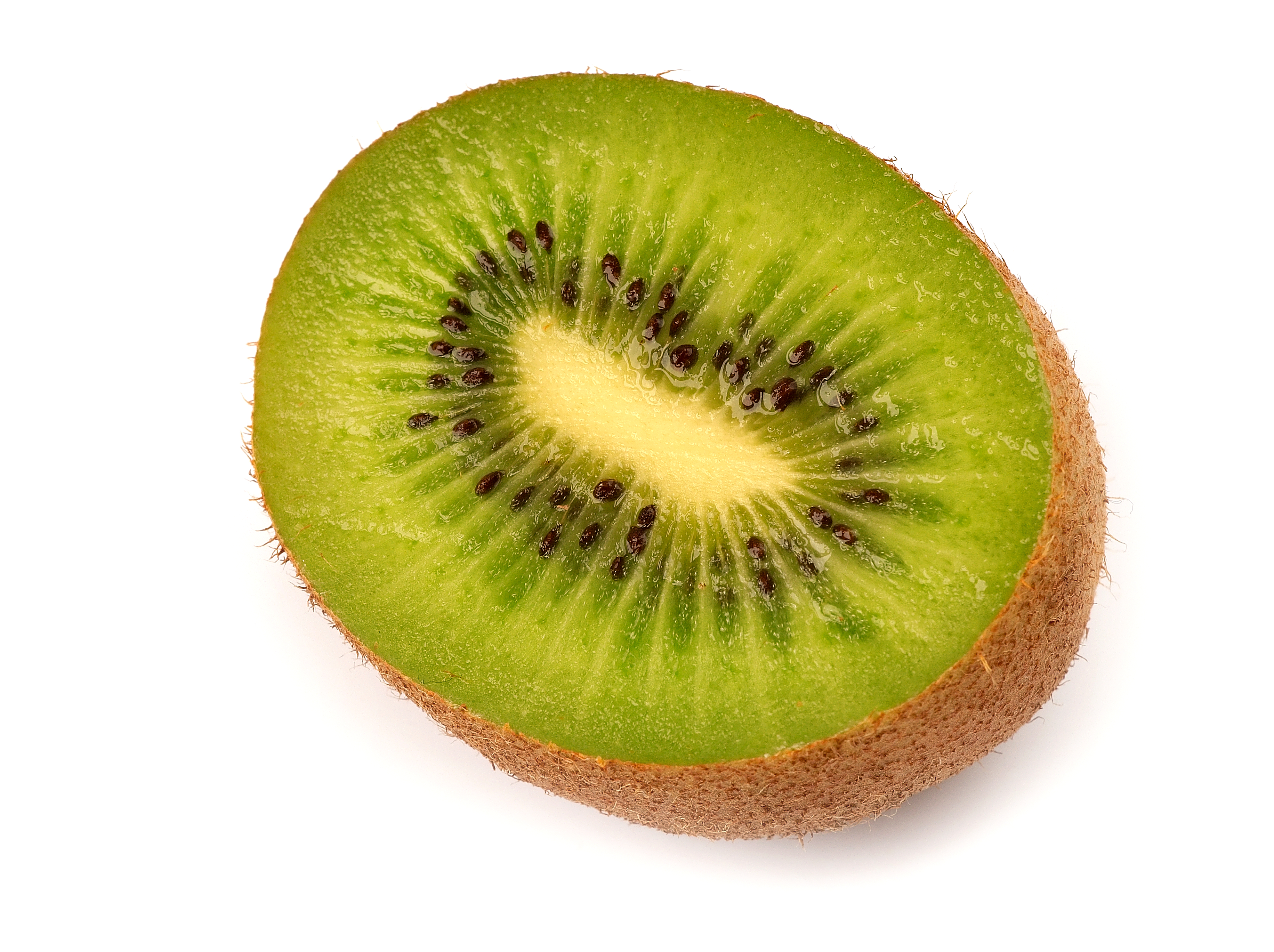
Corte transversal del fruto.

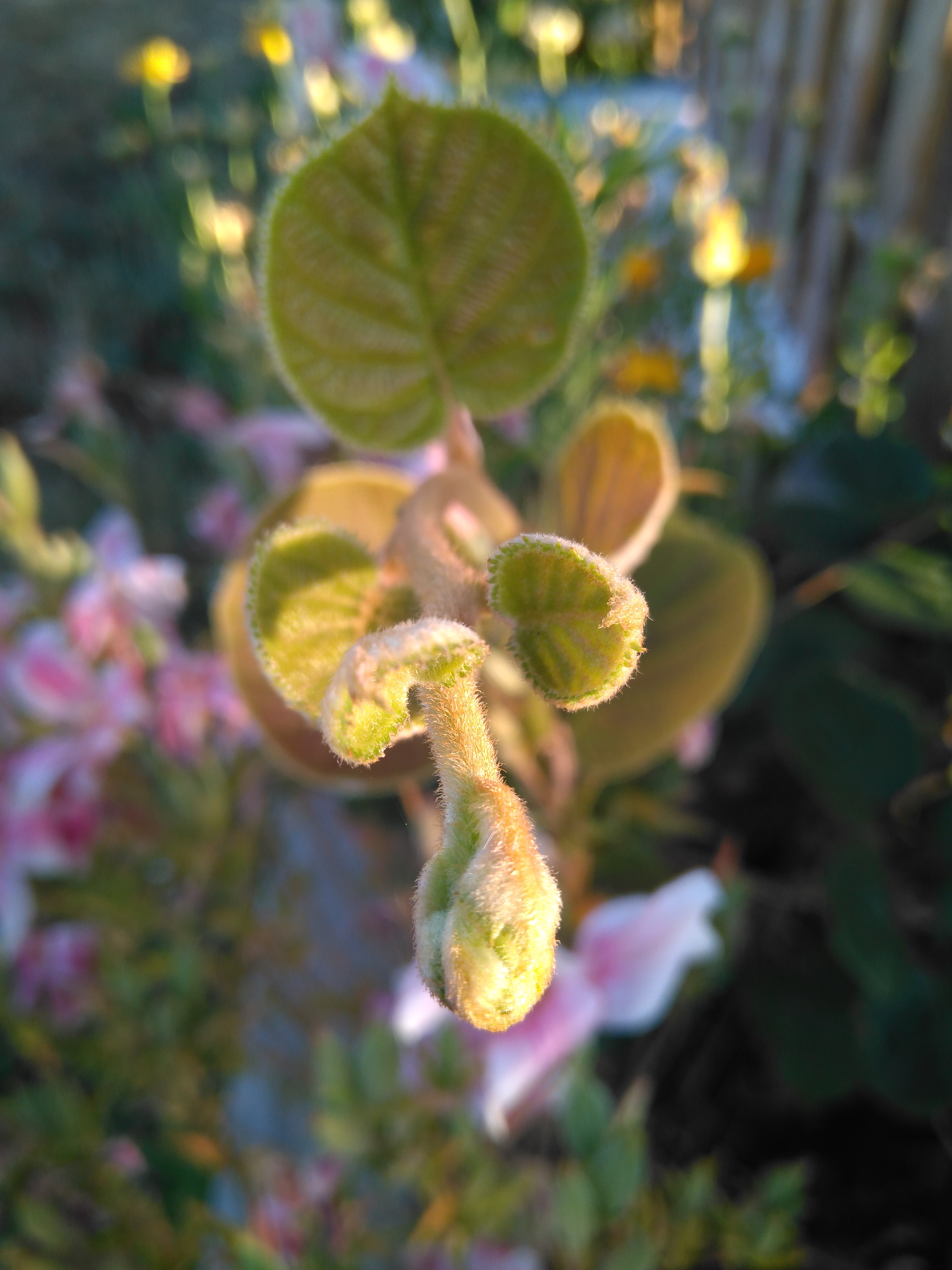
Brote de kiwi.

Además de ser unas de las frutas con mayor concentración de vitamina C (casi 100 mg por cada 100 g de alimento), contiene luteína, un compuesto fitoquímico que reduce el riesgo de cáncer, enfermedades cardíacas, degeneración macular y cataratas, ambas causas importantes de ceguera.[cita requerida] Además, contiene mucha fibra soluble (diabetes, trastornos cardíacos) e insoluble (cáncer del colon, estreñimiento y diverticulitis). Es también rico en cobre, vital para el crecimiento de los niños, fortalece los huesos y hace desarrollar el cerebro y el sistema inmunitario. Controla la presión sanguínea, controla la actividad del corazón y mantiene el equilibrio de los fluidos. Además es rico en folato y magnesio con lo que ayuda a la formación ósea. El kiwi tiene un alto contenido de vitamina E, lo que estimula la producción de colágeno (protege la piel del daño solar, mejora su apariencia y grosor). Es antiinflamatorio y normalizador de la presión arterial, se recomienda ingerir junto con alimentos ricos en potasio.

### Alergias
La alergia al kiwi se describió por primera vez en 1981 y desde entonces ha habido informes de alergia que se presenta con numerosos síntomas, desde síndrome de alergia oral localizado hasta anafilaxia potencialmente mortal.
La actinidaína que se encuentra en el kiwi puede ser un alérgeno para algunas personas, incluidos los niños. Los síntomas más comunes son picazón desagradable y dolor en la boca, siendo las sibilancias el síntoma grave más común; puede ocurrir anafilaxia.

### Facilita el sueño
Un estudio realizado por la “Asia Pacific Journal of Clinical Nutrition” encontró que consumir dos kiwis una hora antes de acostarse puede reducir el tiempo que se tarda en conciliar el sueño, alargar la duración del descanso y mejorar su calidad en personas con problemas de insomnio. Esto se debe mayormente a que contiene serotonina (que regula el ciclo sueño-vigilia), y también gracias a que contiene antioxidantes y folato, que contribuyen a reducir el estrés oxidativo.

## Producción mundial
Las exportaciones de kiwi aumentaron rápidamente desde finales de los años sesenta hasta principios de los setenta en Nueva Zelanda. En 1976, las exportaciones excedían la cantidad consumida internamente. Fuera de Australasia, los kiwis de Nueva Zelanda se comercializan bajo la marca Zespri. El nombre general, "Zespri", se ha utilizado para la comercialización de todos los cultivares de kiwi de Nueva Zelanda desde 2012.
En la década de 1980, muchos países fuera de Nueva Zelanda comenzaron a cultivar y exportar kiwis. En Italia, la infraestructura y las técnicas necesarias para apoyar la producción de uva se adaptaron al kiwi. Esto, sumado a su proximidad al mercado europeo de kiwi, llevó a que los italianos se convirtieran en el principal productor de kiwi en 1989. La temporada de crecimiento del kiwi italiano no se superpone mucho con las temporadas de crecimiento de Nueva Zelanda o Chile, por lo que la competencia directa entre Nueva Zelanda o Chile no fue un factor significativo.
Gran parte del mejoramiento para refinar el kiwi verde fue realizado por el Plant & Food Research Institute, Instituto de Investigación de Plantas y Alimentos (anteriormente HortResearch) durante las décadas de 1970 a 1999. En 1990, la Junta de Comercialización del Kiwi de Nueva Zelanda abrió una oficina para Europa en Amberes, Bélgica.
| Principales productores de kiwi (2018) en Tm | Principales productores de kiwi (2018) en Tm |
| -------------------------------------------- | -------------------------------------------- |
| China                                        | 2.035.158                                    |
| Italia                                       | 562.188                                      |
| Nueva Zelanda                                | 414.261                                      |
| Irán                                         | 266.319                                      |
| Grecia                                       | 265.280                                      |
| Chile                                        | 230.267                                      |
| Turquía                                      | 61.920                                       |
| Francia                                      | 53.201                                       |
| Estados Unidos                               | 34.290                                       |
| Portugal                                     | 34.057                                       |
| Total mundial                                | 4.022.651                                    |

## Especies y cultivares

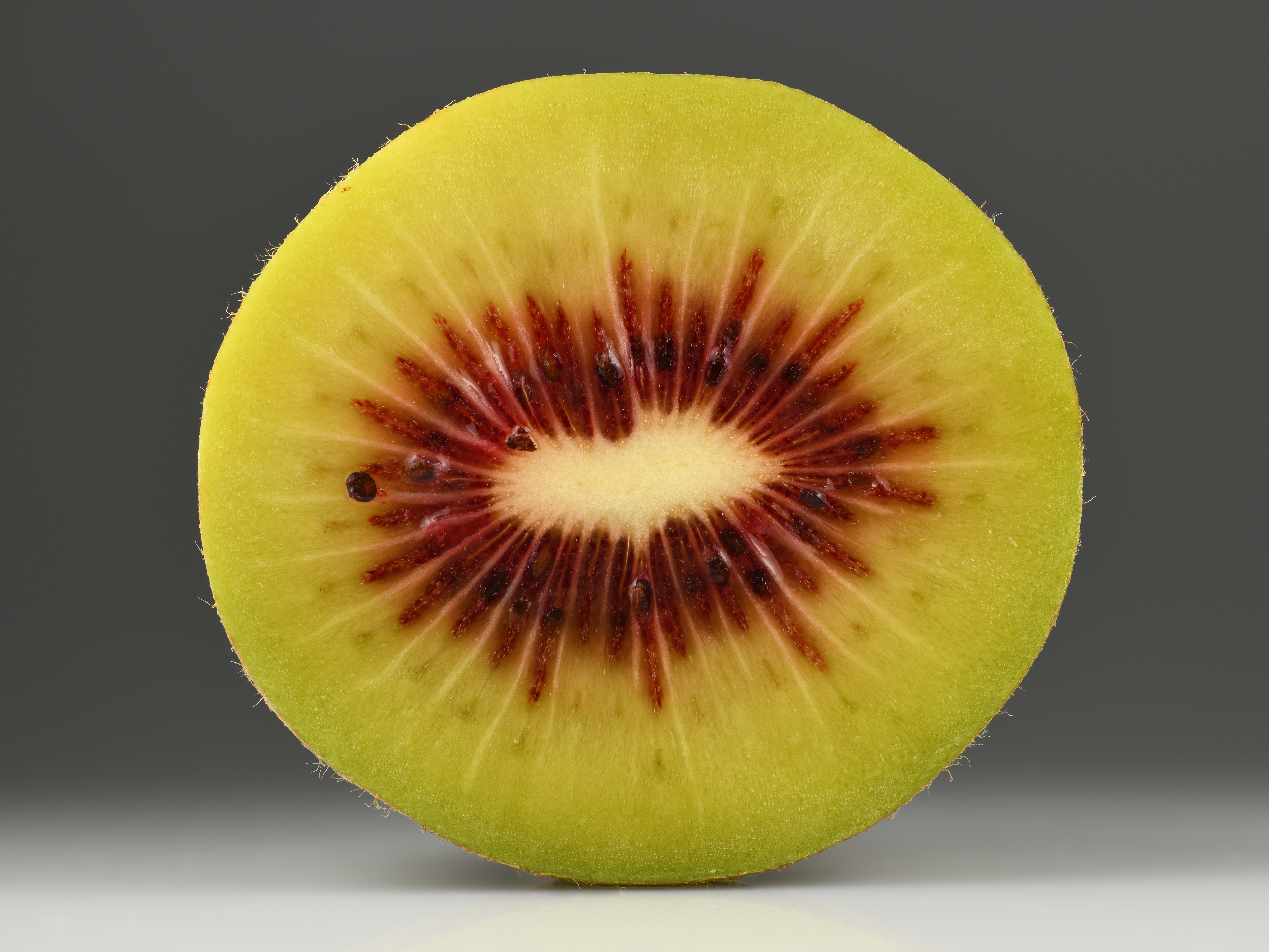
Kiwi 'Red Passion' (rojo pasión) con un anillo rojo, común en Italia.

El género Actinidia comprende alrededor de 60 especies. Sus frutos son bastante variables, aunque la mayoría se reconocen fácilmente como kiwi por su apariencia y forma. La piel del fruto varía en tamaño, vellosidad y color. La pulpa varía en color, jugosidad, textura y sabor. Algunas frutas son desagradables, mientras que otras saben considerablemente mejor que la mayoría de los cultivares comerciales.
El kiwi más vendido se deriva de A. deliciosa (y es el kiwi peludo). Otras especies que se comen comúnmente incluyen A. chinensis (kiwi dorado), A. coriacea (grosella espinosa china), A. arguta (kiwi duro), A. kolomikta (kiwi ártico), A. melanandra (kiwi rojo o púrpura), A. polygama (trepadora plateada) y A. purpurea (un kiwi rojo).

## Kiwi peludo

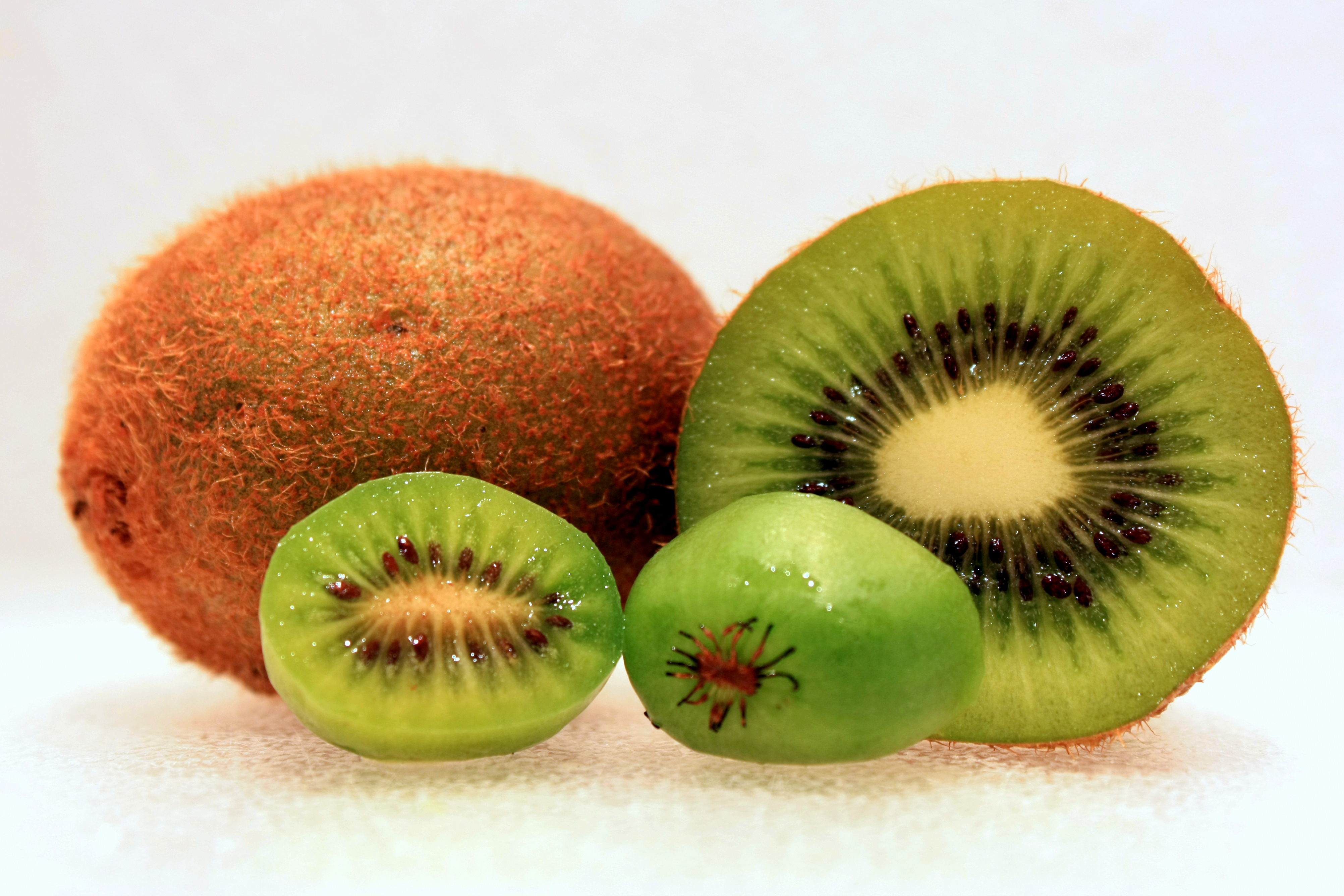
El A. deliciosa (kiwi peludo) más grande en la parte trasera, comparado con la baya de kiwi, más pequeña.

La mayoría de los kiwis que se venden pertenecen a unos pocos cultivares de A. deliciosa (kiwi fuzzy): 'Hayward', 'Blake' y 'Saanichton 12'. Tienen una piel peluda de color marrón apagado y una pulpa de color verde brillante. Hayward Wright desarrolló el cultivar 'Hayward' en Avondale, Nueva Zelanda, en torno a 1924. Inicialmente se cultivaba en jardines domésticos, pero la plantación comercial comenzó en la década de 1940.
'Hayward' es la variedad más comúnmente disponible en las tiendas. Es un fruto grande, con forma de huevo y sabor dulce. La 'Saanichton 12', de la Columbia Británica, es algo más rectangular que la 'Hayward' y comparativamente dulce, pero el núcleo interno de la fruta puede ser duro. La 'Blake' puede autopolinizarse, pero tiene un fruto más pequeño y ovalado y su sabor se considera inferior.

## Kiwi amarillo

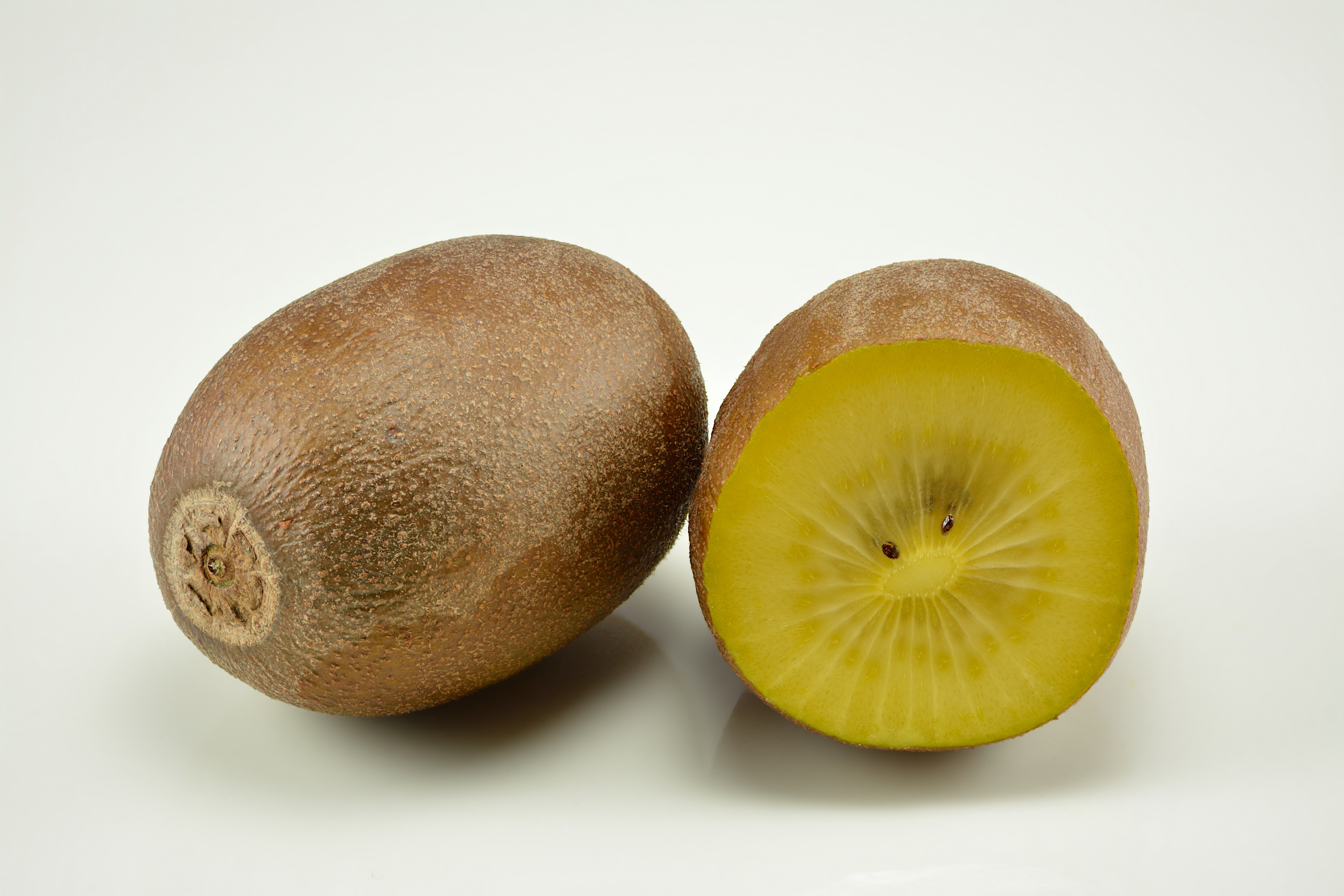
Kiwi amarillo o dorado, cultivar Soreli.

Actinidia chinensis (kiwi amarillo o kiwi dorado) tiene una piel suave y bronceada, con forma de pico en la unión del tallo. El color de la pulpa varía desde un verde brillante hasta un amarillo claro e intenso. Esta especie tiene un sabor "más dulce y aromático" en comparación con A. deliciosa, similar a algunas frutas subtropicales

## Bayas de kiwi o kiwiños
Las bayas de kiwi son frutas comestibles del tamaño de una uva grande, similares al kiwi peludo en sabor y apariencia interna, pero con una piel verde fina y suave. Son producidos principalmente por tres especies: Actinidia arguta (kiwiño), A. kolomikta (kiwi ártico) y A. polygama (vid plateada). Son enredaderas trepadoras de rápido crecimiento y duraderas durante su temporada de crecimiento. Se les conoce como "kiwi berry, kiwi bebé, kiwi de postre, kiwi de uva o kiwi de cóctel".
El cultivar 'Issai' es un híbrido de kiwi resistente y enredadera plateada que puede autopolinizarse. Cultivado comercialmente debido a su fruto relativamente grande, 'Issai' es menos resistente que la mayoría de los kiwiños.